# Gottfried Finger
Gottfried Finger (ca. 1655/6 - 31 de agosto de 1730), también mencionado como Godfrey Finger, fue un compositor y violinista  moravo del período barroco.
Aunque muchas de sus composiciones fueron para violín, también escribió óperas. Finger nació en Olomouc, una ciudad que ahora pertenece a la República Checa, y trabajó en la corte de Jacobo II de Inglaterra hasta que pasó a ser un compositor independiente. La posesión por parte de Finger de una copia de la partitura de «Chelys», obra del compositor flamenco Carel Hacquart, sugiere que ambos pueden haber trabajado juntos en Inglaterra.
Luego del concurso para componer la música de la ópera El juicio de Paris , sobre libreto de  William Congreve, en el que Finger obtiene el cuarto lugar, deja Inglaterra y se muda a Alemania. Allí muere en Mannheim en 1730.